# Вест Вуд (Јута)
Вест Вуд (енгл. West Wood) насељено је место без административног статуса у америчкој савезној држави Јута.

## Демографија
По попису из 2010. године број становника је 844.
| Група             | 2000.    | 2010.       |
| Белци             | 0 (0,0%) | 773 (91,6%) |
| Афроамериканци    | 0 (0,0%) | 0 (0,0%)    |
| Азијати           | 0 (0,0%) | 2 (0,2%)    |
| Хиспаноамериканци | 0 (0,0%) | 53 (6,3%)   |
| Укупно            | 0        | 844         |